# 榎本勝起
榎本 勝起（えのもと かつおき、1929年〈昭和4年〉10月26日 - 2021年〈令和3年〉11月22日）は、日本のアナウンサー、放送ジャーナリスト。TBSアナウンサー第3期生。東京都町田市出身・在住。愛称は「榎さん（えのさん）」。

## 来歴・人物
東京都立玉泉中学校（現在の東京都立西高等学校）3期→駒澤大学文学部英米文学科卒業。1952年11月23日にTBSの前身であるラジオ東京に入社、編成局考査部、制作一課、調査部を経て1954年4月にアナウンサーとなる（第3期生）。以後、ラジオ局制作現業部兼テレビ編成局アナウンス部（1966年1月）、ラジオ局第一制作部兼アナウンサー研修室付（1967年11月）、ラジオ局第一制作部（1968年9月）、テレビ制作局第二制作部兼テレビ編成局放送部（1969年3月）、ラジオ本部アナウンス室（1971年3月）に配属される。1984年10月にTBSを定年退職。TBSを定年退社後も、引き続きTBSラジオでパーソナリティとして活躍。1972年4月10日開始の『榎さんのお昼だよ〜!』をはじめ2002年10月6日終了の『榎さんのおはようサンデー』まで「榎さん」を冠したラジオワイド番組を30年半・7025回に渡り担当。1976年、『榎さんのお昼だよ〜!』において、第2回アノンシスト賞ラジオ番組部門最優秀賞を受賞。
1963年11月、ジョン・F・ケネディ暗殺の際、テレビの宇宙中継における第一報をアドリブで45分間担当して話題となり、「アドリブの榎さん」と呼ばれる。コンコルド機搭乗取材、ケネディ宇宙センター取材放送、アメリカ建国200年記念特別番組ワシントン他各地からの生中継、1985年の国際科学技術博覧会の開会式の総合司会、日本航空123便墜落事故、昭和天皇崩御等の特別番組も担当。
放送ジャーナリストとしては各地での講演活動等も行っており、卓越した話芸、豊富な話題で、場内を爆笑と感動の渦に巻き込む「講演の名手」と評されていた。
2021年11月22日、急性呼吸窮迫症候群のため死去。92歳没。

## 出演番組

### ラジオ
- 季節の志おり（1963年、TBSラジオ）[5]
- 芸能レポート（1966年、TBSラジオ）[5]
- レッツ・ゴー・レジャー（1971年、TBSラジオ）インフォメーション・キャスター[4][5]
- 榎さんのお昼だよ〜!（TBSラジオ 1972年4月10日 - 1978年9月29日） - 1700回担当。[5]
- 三菱ふそう全国縦断・榎さんのおはようさん〜!（TBSラジオ 1978年10月2日 - 1998年4月3日）[4][5]
- 釣りと私（1979年、TBSラジオ）[5]
- 起き抜け一番!榎さんのニュース&ミュージック（TBSラジオ 1990年4月9日 - 1998年4月3日）
- 榎さんのおはようサンデー（TBSラジオ 1998年4月12日 - 2002年10月6日）
- 遊学舎でいこう!（TBSラジオ）
- 大沢悠里のゆうゆうワイド（TBSラジオ） 30年目感謝の夏物語！ - 2015.8.27(第7648回放送)　記念ゲストとして電話出演
- 榎さんの昼からおはようさん〜（HBCラジオ、1988年3月1日にHBCラジオまつりで行われた公開録音。）[9]
- WE LOVE HOKKAIDO（HBCラジオの開局40周年記念として、1991年11月22日8:00 - 24日0:00に40時間生放送されたワイド番組）[10]

### テレビ
- スリーSタイム（1960年、TBSテレビ）[4]
- 圭三訪問（TBSテレビ）[4]
- 日本のひろば（TBSテレビ）[4]
- まんがどうして物語（1984年、TBSテレビ）ナレーター
- 榎さんのすももくらぶ（テレビ東京）[11]

## 音楽

### シングル
- 夢追い東京（1984年） - TBSのアナウンサーでありながら、競合局のフジテレビ・ニッポン放送・文化放送と同系（フジサンケイグループ）のキャニオン・レコード（現：ポニーキャニオン）からの発売だった。

## 映画
- 駅 STATION（1981年） - アナウンサー役

## ビブリオグラフィ

### 著書
- あの榎さんの魅力人生爽快学 : 損な性分のあなたに贈る100話（1986年）
- 榎さんの魅力の女性讃歌（1988年、時事通信社）
- 男の器量女の器量：榎さんの魅力人生爽快学（1991年、大和出版）
- 女と男はあわせ鏡―榎さんの魅力人間学（1992年、大和出版）
- 榎さんの人生・現品限り（1993年、北海道アートサプライ）
- 「女性の魅力」こんないい話（1995年、三笠書房〈知的生きかた文庫〉）
- TBS榎さんの心のうた：遠い日のメッセージ（1997年、講談社）
- 女の器量は男しだい：「色香」を失わず、人生を謳歌しよう（2000年、大和出版）
- 男の器量は女しだい：一流と三流、どこでその差がつくのか（2000年、大和出版）

### 編著
- 平成とっておき人生川柳 : 心をノックする魂のつぶやき（1994年、大和出版）
- 平成・人生川柳 : 心をノックする女のひとりごと・男のかたこと お待ちかね第2集（1995年、大和出版）
- 榎さんの平成人生川柳 : 心をノックする男の詩・女の詩 のどから手が出る第3集（1996年、大和出版）